# Metrópole de Belgrado
Metrópole de Belgrado (em sérvio:  Београдска митрополија, transl. Beogradska mitropolija) foi uma circunscrição eclesiástica da Igreja Ortodoxa que existiu entre 1831 e 1920, com jurisdição sobre o território do Principado e Reino da Sérvia. Foi formada em 1831, quando o Patriarcado de Constantinopla concedeu autonomia eclesiástica às suas eparquias no Principado da Sérvia. Ampliação territorial e autocefalia canônica completa foram conquistados em 1879. A metrópole de Belgrado existiu até 1920, quando foi fundida com o Patriarcado de Karlovci e outras províncias eclesiásticas sérvias para formar a Igreja Ortodoxa Sérvia unida. A sede da metrópole era em Belgrado, na Sérvia.
A metrópole e todas as suas eparquias sofreram perdas significativas durante a Primeira Guerra Mundial (1914-1918), particularmente depois de 1915, durante a ocupação da Sérvia pelas Potências Centrais.

## Estrutura
Incluiu as seguintes eparquias:
- Eparquia de Belgrado - Anteriormente chamada de diocese sérvia, agora arcebispado de Belgrado e Karlovci;
- Eparquia de Žiča - Eparquia de Užice até 26 de junho de 1884. Agora com cátedra em Kraljevo;
- Eparquia de Šabac - Parte da eparquia de Belgrado de 1886 a 1898;
- Eparquia de Timok - Formada depois de 1833. Parte da eparquia de Niš de 1886 a 1891;
- Eparquia de Niš - Adicionada em 1879. Eparquia de Nišava (com sede em Pirot) abolida e fundida com a eparquia de Niš em 1º de novembro de 1880;
- Eparquia de Raška e Prizren - Desde 1912;
- Eparquia de Skopje - Desde 1912;
- Eparquia de Debar e Kičevo - Desde 1912.

## Metropolitas (1831–1920)
- Melêncio (1831–1833) - Primeiro metropolita sérvio de Belgrado;
- Pedro (1833–1859);
- Miguel (1859–1881) - Primeiro mandato;
- Moisés (1881–1883) - Nomeado pelo governo sérvio austrófilo;
- Teodósio (1883–1889);
- Miguel (1889–1898) - Segundo mandato;
- Inocêncio (1898–1905);
- Demétrio (1905–1920) - Elevado a patriarca.